# Gaspar Besares-Soraire

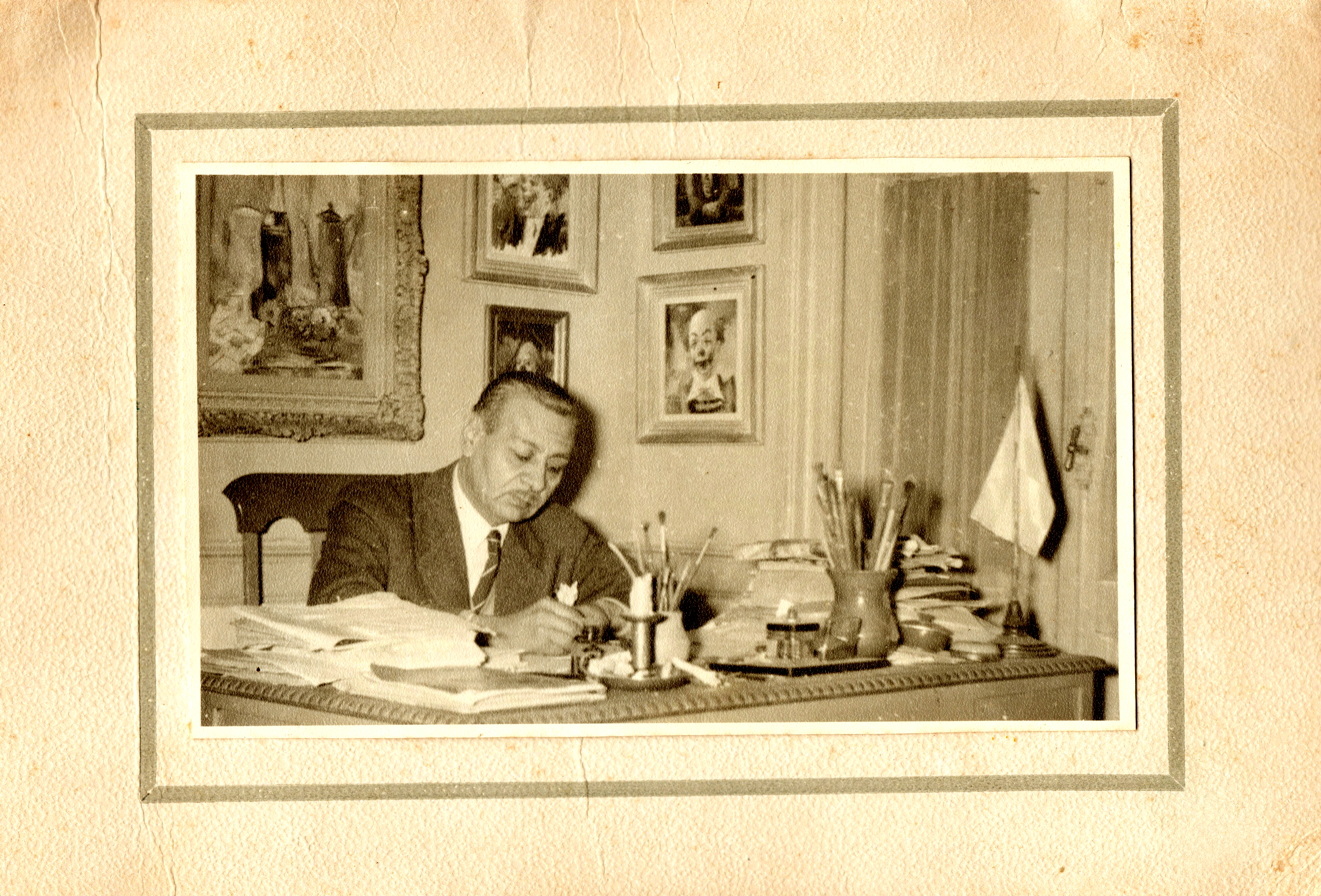
El pintor en su estudio en Buenos Aires, 1940s.

Gaspar Besares-Soraire (La Banda, Santiago del Estero, 1900 - Buenos Aires, 1984) fue un pintor, dibujante, escultor y maestro de pintura argentino  , de cierto renombre durante la primera mitad del siglo XX. 
Entre sus trabajos notables, se encuentran La Salamanca (patrimonio de la Legislatura de la Ciudad Autónoma de Buenos Aires)   y sus ilustraciones de la histórica revista de sátira política Caras y Caretas.
Con una donación de 38 obras de pintura, escultura y grabados inauguró el primer Museo Municipal de Bellas Artes en su ciudad natal. Archivado el 9 de abril de 2016 en Wayback Machine.